# Big Machine
Big Machine è il tredicesimo album in studio del gruppo rock giapponese B'z, pubblicato nel 2003.

## Tracce
1. ARAKURE (アラクレ) – 3:25
2. Yasei no ENERGY (野性のENERGY) – 4:39
3. Wake Up, Right Now – 3:18
4. Hakanai DAIYAMONDO (儚いダイヤモンド) – 3:28
5. I'm in love? – 2:59
6. It's Showtime!! – 4:00
7. Ai to Nikushimi no Hajimari (愛と憎しみのハジマリ) – 4:26
8. Big Machine – 3:34
9. Nightbird – 3:56
10. BURU-ZI- na Asa(ブルージーな朝) – 3:57
11. Mabushii SAIN (眩しいサイン) – 4:05
12. Change the Future – 3:56
13. Roots – 5:13

## Formazione
Gruppo
- Koshi Inaba – voce
- Takahiro Matsumoto – chitarra

Altri musicisti
- Akihito Tokunaga – basso, programmazioni
- Brian Tichy – batteria (2-5,7,12)
- Chris Frazier – batteria (10)
- Shane Gaalaas – batteria (1,2,6,8,9,11,13)